# Famille von Zeppelin
La famille von Zeppelin, ou Zepelin, est une famille de l'ancienne noblesse du Mecklembourg-Poméranie. Cette famille, qui existe toujours, s'est ramifiée notamment au Wurtemberg, en Bavière, en Prusse et au Danemark, avec domaines et charges.

## Histoire

### Origine
La famille Zepelin (Zeppelin) est mentionnée pour la première fois avec Heynricus de Cepelin dans une source du 17 septembre 1286. Sa généalogie ininterrompue commence vers 1400 avec Hermann von Zepelin.
Zepelin, le berceau de la famille, est aujourd'hui une commune de l'arrondissement de Rostock dans le  Mecklembourg. Cette localité est mentionnée en 1246 pour la première fois. D'après Kneschke et Zedlitz-Neukirch, il existait une  parenté avec la famille von Bützow, éteinte au XVIIe siècle,.
Les Zepelin s'installent en Poméranie antérieure au début du XVIIe siècle à Zarnekow près de  Glewitz, non loin de leurs domaines du Mecklembourg de l'autre côté de la frontière formée par le Trebel, où ils possédaient en 1631 24 1/2 perches.

### Membres
Mecklembourg
Hermann von Zepelin, mentionné entre 1474 et 1488, est l'ancêtre de la famille. Il acquiert le domaine de Thürkow en 1481 (dans la famille jusqu'en 1796) et celui d'Appelhagen près de  Teterow. Appelhagen, dépendant aujourd'hui de la commune de Dalkendorf, devient après la perte de leur berceau de Zepelin le foyer principal de la famille au Mecklembourg. Elle y possède aussi entre autres les domaines de Wulfshagen, Guthendorf (aujourd'hui villages dépendant de  Marlow) et Mieckow (aujourd'hui dépendance de Groß Roge), ce dernier acquis en 1418. À la fin du XVIIIe siècle et au début du XIXe siècle elle possède aussi les terres de Wohrensdorf, Duckwitz, Alt-Pannekow, Schlackendorf et Teutendorf, ou encore Goritz à partir de 1863.
En 1523, les Zepelin figurent parmi les membres de l'Union de la chevalerie du Mecklembourg.
Les registres de l'abbaye de Dobbertin mentionnent dix-sept noms de filles de la famille von Zepelin/Zeppelin des branches d'Appelhagen, Wo(h)rensdorff et Thürkow entre 1724 et 1873 parmi les noms des dames de la noblesse de cette Damenstift (fondation de vie commune luthérienne de dames de la noblesse). Le blason de Maria Friederica von Zeppelin de Wohrensdorff, morte à l'abbaye de Dobbertin le 14 août 1833, se trouve dans la clôture de l'église abbatiale.
Danemark
Une branche s'installe au Danemark dans la seconde moitié du XVIIe siècle sous le règne de  Christian V. Le 3 octobre 1806, Christoph Carl Friedrich von Zeppelin, de la branche Wulfshagen-Guthendorf, obtient la reconnaissance par le royaume du Danemark de sa noblesse. Il est alors capitaine de l'armée danoise et deviendra colonel. De même, le chambellan à la cour du Danemark et colonel e.r. Adolph von Zeppelin, de la branche Thürkow-Appelhagen, l'obtient le 22 juillet 1878.
Wurtemberg
Karl von Zeppelin (de) (né en 1766) est le fondateur de la lignée des comtes du Saint-Empire dans le duché de Wurtemberg. Il est le fils du capitaine de cavalerie de l'électorat de Brunswick-Lunebourg Melchior Johann Christoph von Zepelin (mort en 1782) et de Friederike Charlotte von Walsleben. C'est le premier à écrire deux p dans son nom, alors que d'autres branches ne gardent qu'un  p. En 1783, il est aide-de-camp du prince Frédéric de Wurtemberg, futur Frédéric Ier. Celui-ci le nomme en 1797 ministre d'État et en 1799 conseiller secret effectif. En 1792, il est élevé au titre de comte du Saint-Empire à Vienne. Il meurt inopinément le 14 juin  1801 à 35 ans. Il laisse un fils et une fille de son mariage en 1787 avec la baronne Wilhelmine von Dalwigk († 1802).
Son frère Ferdinand Ludwig von Zeppelin (de) († 1829) devient ministre d'État du royaume de Wurtemberg, grand chambellan et membre de la chambre seigneuriale du Wurtemberg. Il est titré comte du Wurtemberg en 1806. C'était le grand-père du fameux constructeur de dirigeables.

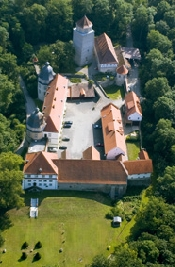
Château d'Aschhausen.

Le comte Johann Friedrich Karl von Zeppelin (1789–1836), fils du comte Karl, obtient encore mineur du prince Frédéric II de Wurtemberg, le 28 avril 1803, les charges associées aux domaines d'Aschhausen avec le château d'Aschhausen (de) et Buchhof. Il épouse le 17 septembre 1817 à  Göttingen Hippolythe du Plat (1793, 1854), fille du colonel Georg Carl August du Plat (de). Le couple a cinq enfants, quatre fils et une fille. Sa sœur Wilhelmine von Zeppelin (1791-1872) épouse  le ministre d'État Ludwig von Taube (de). Le château d'Aschhausen appartient toujours à la famille von Zeppelin, son propriétaire actuel étant le comte Johann von Zeppelin.
Le comte Friedrich von Zeppelin (de) (né en janvier 1807), fils de Ferdinand Ludwig et de Pauline von Maucler (1785–1863), sœur d'Eugen von Maucler (de), est conseiller à la cour du prince de Hohenzollern-Sigmaringen. Il épouse la fille d'un entrepreneur, Amélie-Françoise-Pauline Macaire d’Hogguèr (1816–1852) (banque Macaire & Co.), et s'installe en 1837 à Constance dans l'ancien couvent de l'île des dominicains, où les Macaire avaient installé depuis 1813 une fabrique d'indigo. Le couple hérite du beau-père David Macaire (1775–1845) le château de Girsberg (de) au bord du lac de Constance (Bodensee).

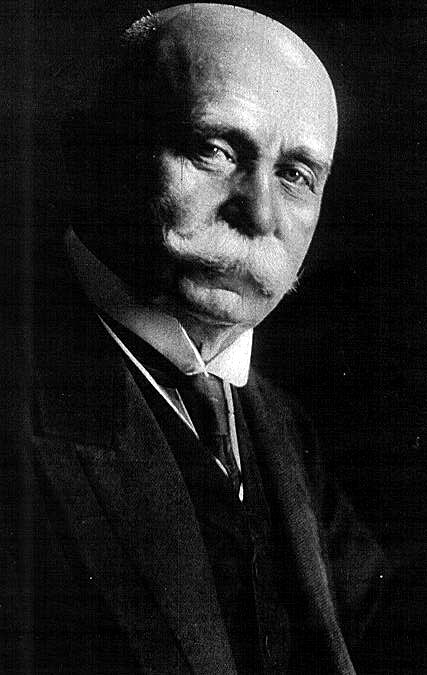
Ferdinand von Zeppelin
(1838-1917).

Leur fils Ferdinand von Zeppelin (1838-1917) est le membre le plus connu de cette famille. Il est élevé à Constance dans la religion calviniste maternelle. Il devient lieutenant en 1858 dans l'armée wurtembourgeoise. En 1859, il entre dans le génie et en 1863 il prend part à la guerre de Sécession en tant qu'observateur. Plus tard il construit le fameux dirigeable qui porte son nom. Sa fille unique, Hella (1879-1967), épouse en 1909 Alexander von Brandenstein (1881-1949) qui est titré en 1911 comte von Brandenstein-Zeppelin. Parmi ses petits-enfants, on compte Albrecht von Brandenstein-Zeppelin (de) (né en  1950) et Constantin von Brandenstein-Zeppelin (né en 1953).
Le frère de Ferdinand, le comte Eberhard von Zeppelin (de) (1842–1906), époux d'une Wolff, est  entrepreneur et historien, copropriétaire de la banque Macaire & Co. Il transforme en 1875 l'entreprise familiale d'indigo près de Constance, en hôtel de luxe, vendu en 1907 par ses héritiers. C'est aujourd'hui le « Steigenberger Inselhotel ». Il était propriétaire, près de Girsberg, du château d'Ebersberg.
Prusse
Dans le royaume de Prusse, un grand nombre de ses membres sont officiers de haut-rang dans l'armée prussienne. Konstantin von Zepelin (1771-1848) est général-lieutenant, commandant de Stettin, chevalier de l'ordre de l'Aigle rouge de première classe et de l'Ordre Pour le Mérite avec couronne de feuilles de chêne. Un autre Konstantin von Zepelin (1841–1913) devient général-major.
Une association familiale est fondée en juin 1870 à Wilhelmshöhe près de Cassel et une fondation familiale est formée le 25 juin 1902 est formée à Berlin.

### Reconnaissances
Karl von Zeppelin (de) de la branche Thürkow-Appelhagen, ministre d'État du Wurtemberg, est élevé à  Vienne au titre de comte du Saint-Empire, le 18 septembre 1792, avec droits de successions entiers et pleiniers. Son fils, le comte Johann Friedrich Karl von Zeppelin, obtient à  Stuttgart, le 23 juin 1803, en étant investi du domaine d'Aschhausen, le droit d'ajouter ce nom, devenant ainsi von Zeppelin-Aschhausen. Il obtient la reconnaissance de ses armoiries avec des ajouts par le Wurtemberg en janvier 1809.
Le comte Friedrich Hermann von Zeppelin-Aschhausen d'Aschhausen et Buchhof de la branche Thürkow-Appelhagen, est inscrit le 26 octobre 1915 au registre de la noblesse du royaume de Bavière au titre de comte.
Le comte Ferdinand Ludwig von Zeppelin (de) (de la branche Thürkow-Appelhagen), devenu au royaume de Wurtemberg maréchal de la cour, puis grand-chambellan et ministre d'État est inscrit au titre de comte du Wurtemberg le 1er janvier 1806 à Stuttgart. Ses petits-fils sont le comte Ferdinand von Zeppelin de Girsberg, général de cavalerie à disposition et constructeur de dirigeables, et son frère le comte Eberhard von Zeppelin (de) Dr phil. du château d'Ebersberg (Thurgau), qui obtient ses propres armes du royaume de Wurtemberg le 12 février 1906.

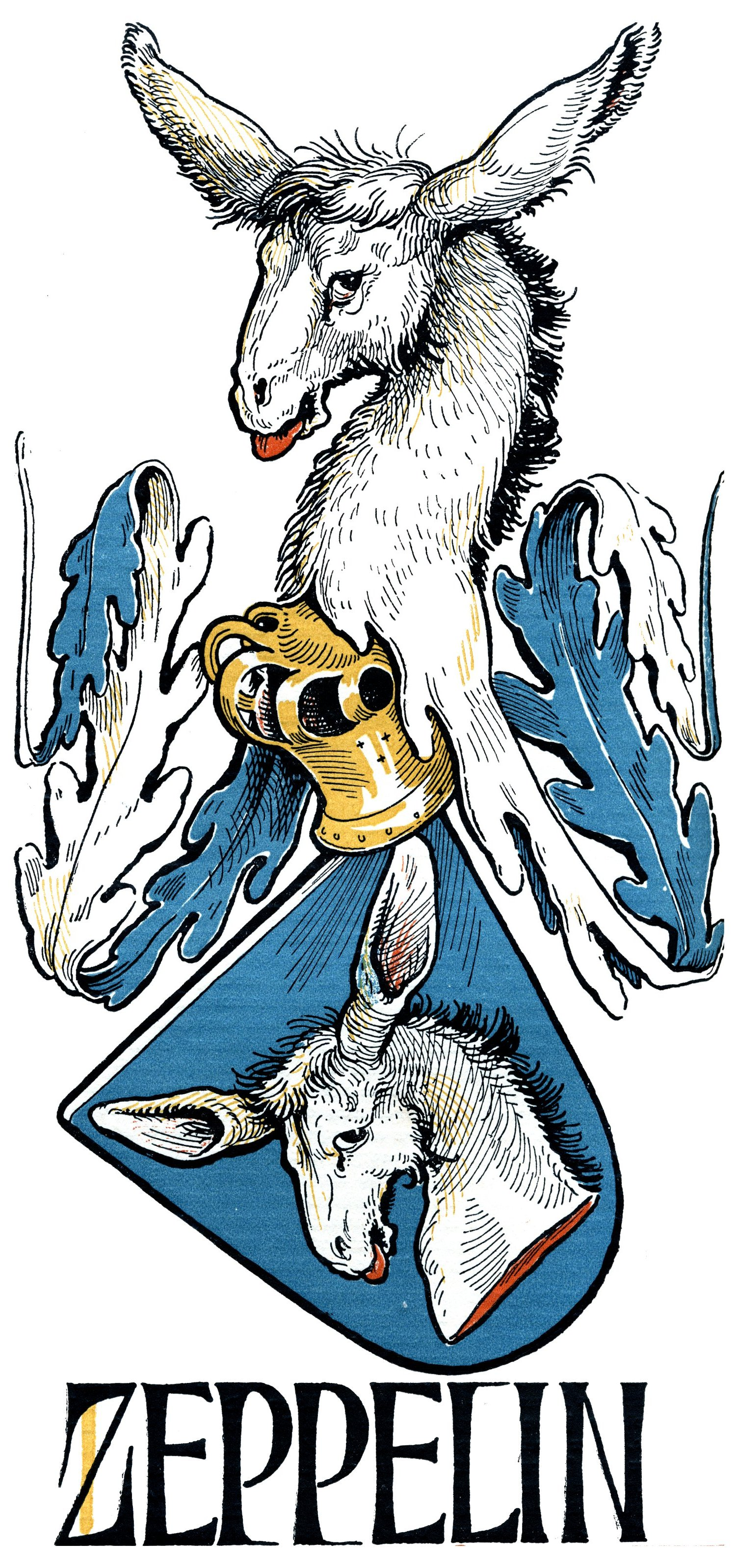
Blason de la famille par Otto Hupp dans le Münchener Kalender de 1902.

## Armoiries

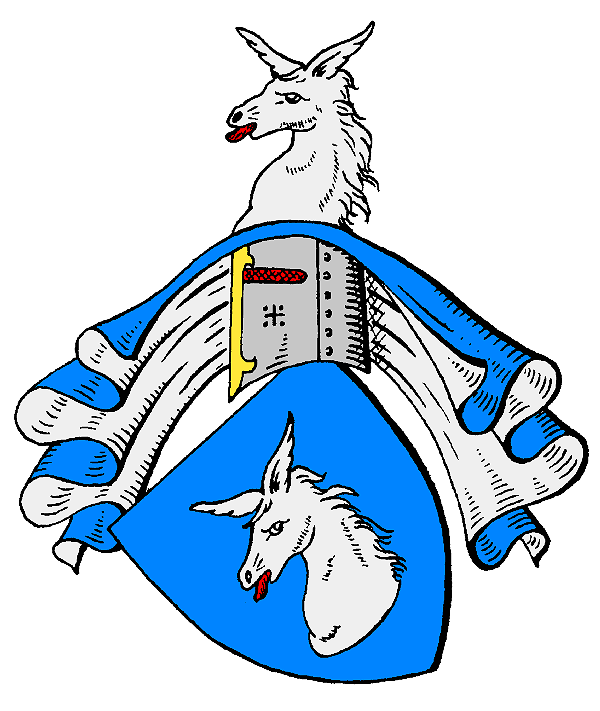
Blason de la famille von Zepelin (Zeppelin).

Le blason familial montre d'azur une tête d'âne d'argent tournée vers la droite. Sur le heaume aux lambrequins d'azur et d'argent une tête d'âne d'argent est en cimier.

### Histoire du blason
Le blason de la famille apparaît pour la première fois à une victoire obtenue en 1308. Il porte l'inscription S. Hinrici de Zepeline. La tête d'âne apparaît alors sur l'écu montrant le côté gauche, le cou en avant et tournant en diagonale à droite vers le haut.
Ludolf de Sepelin emporte une victoire à Ribnitz le 14 novembre 1313 avec son blason à la tête d'âne, de même que Bolze de Sepelin à  Rostock le 11 octobre 1331.
Dans l'armorial de Johann Siebmacher, l'écu est de gueules et les lambrequins de gueules et argent. Dans l'armorial des familles de la noblesse danoise, l'écu est de gueules et tourné vers la gauche.
Karl von Zeppelin obtient en 1792 les armes suivantes : dans un écu d'azur une tête d'âne d'argent avec une langue de gueules et une tranche de gueules sur le cou ; au-dessus de l'écu se trouve la couronne de comte aux neuf perles, au-dessus de laquelle il y a un heaume d'azur avec un collier d'or et une couronne d'or, le tout sommé d'une tête d'âne d'argent en cimier. Les lambrequins du heaume sont d'argent et d'azur ; l'écu est accosté en support d'une aigle d'argent regardant en avant.
Lorsque Friedrich von Zeppelin d'Aschhausen entre au service du Wurtemberg, il obtient en 1809 une modification de son blason. L'oriflamme germanique à la tour d'or avec l'aigle impériale de sable sur le côté droit de l'écu coupé dans le sens de la longueur est incliné librement de gauche à droite dans un champ de sable, contre le blason familial. Les armoiries familiales ne changent pas, « les symboles impériaux ne pouvant se trouver contre un heaume ».

## Personnalités

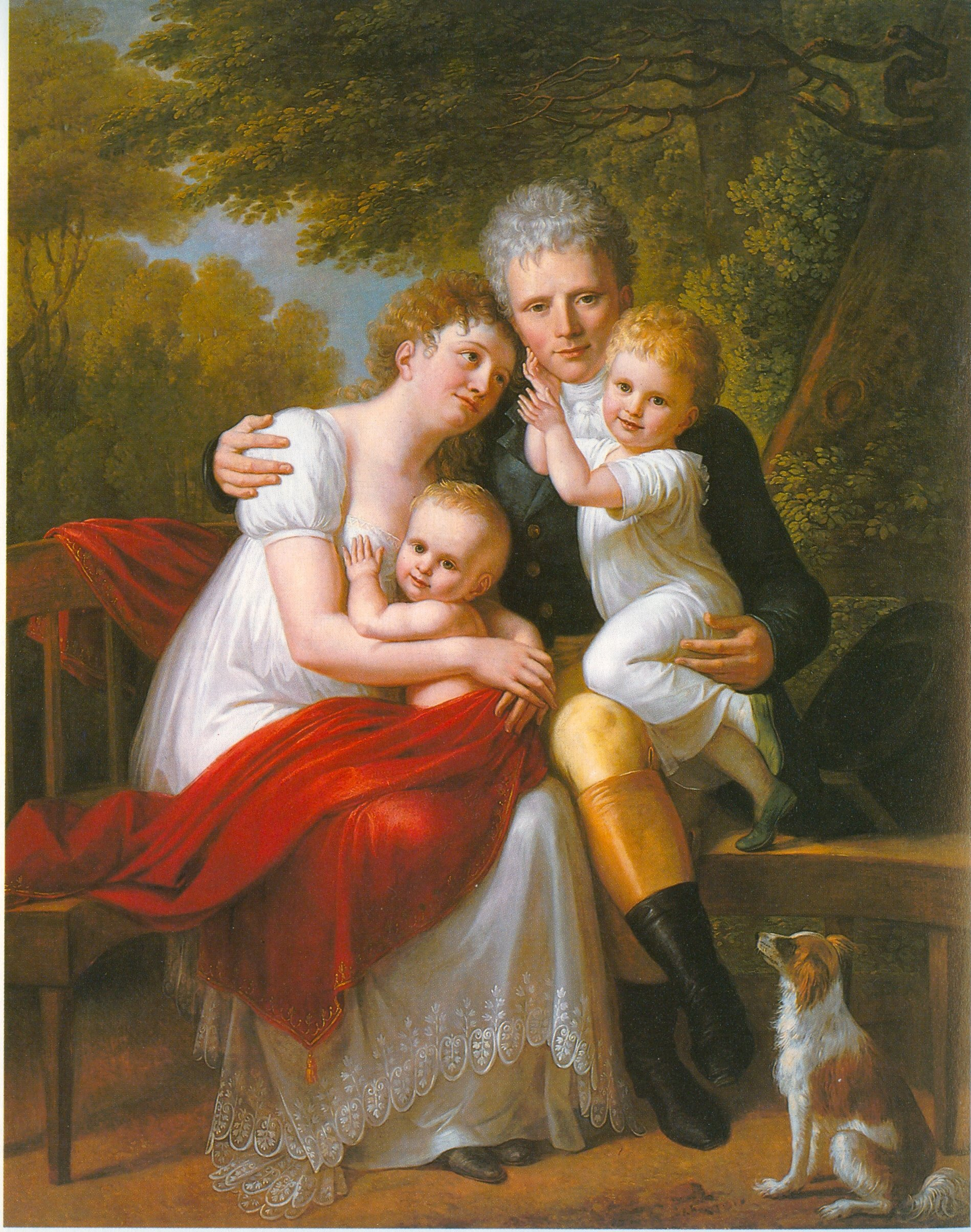
Ferdinand Ludwig von Zeppelin (1772–1829) et sa famille.

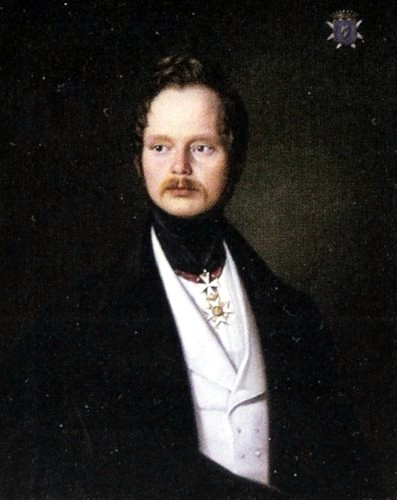
Friedrich von Zeppelin
(1807-1889).

- Eberhard von Zeppelin (de) (1842–1906), banquier et propriétaire d'hôtel
- Ferdinand von Zeppelin (1838–1917), constructeur du dirigeable zeppelin
- Ferdinand Ludwig von Zeppelin (de) (1772-1829), diplomate du Wurtemberg
- Friedrich von Zeppelin (de) (1807-1886), maréchal de la cour des princes de Hohenzollern
- Johann Friedrich von Zepelin (de) (1695-1777), général-lieutenant
- Karl von Zeppelin (de) (1766-1801), aide-de-camp, diplomate et ministre d'État
- Friedrich von Zeppelin-Aschhausen (1861-1915), juriste et président de district dans le Reichsland d'Alsace-Lorraine
- Johann Friedrich Carl von Zeppelin-Aschhausen (de) (1789-1836), maître des cérémonies du royaume de Wurtemberg
- Albrecht von Brandenstein-Zeppelin (de) (né le 5 août 1950), juriste et entrepreneur
- Constantin von Brandenstein-Zeppelin (né le 22 juin 1953), entrepreneur.